# McLaren MP4/4
La McLaren MP4/4 fu la vettura del team McLaren che prese parte al campionato di Formula 1 1988. Fu progettata da Gordon Murray e Steve Nichols, e rappresenta tuttora una delle migliori monoposto di Formula 1 di tutti i tempi, avendo vinto 15 dei 16 Gran Premi cui prese parte. È stata fino al 2023 la prima monoposto in Formula 1 per il rapporto vittorie/Gran Premi disputati, con una percentuale del 93,75%, battuta dalla Red Bull RB19, avendo vinto una percentuale del 95,45% delle gare corse. I piloti Ayrton Senna e Alain Prost lottarono tra di loro per il titolo mondiale (poi vinto dal brasiliano), senza che alcun avversario potesse inserirsi nel duello.

## Origine del progetto
Nel 1987 la Williams aveva nettamente sconfitto la McLaren sia nella classifica piloti che in quella costruttori. I motori Honda erano però passati alla scuderia di Woking e la capacità del fornitore giapponese di creare un motore più basso dei precedenti permise a Murray e Nichols di riprendere ed affinare i concetti introdotti nel 1986 con la Brabham BT55, senza l'handicap delle scarse affidabilità e potenza che avevano caratterizzato il motore BMW inclinato.
Nel 1988 il regolamento tecnico prevedeva la possibilità di utilizzare motori aspirati di 3500 cm³ di cilindrata senza limiti di consumo, oppure motori turbocompressi da 1500 cc di cilindrata, con pressione di sovralimentazione limitata a 2,5 bar e 150 litri di carburante per percorrere la distanza della gara. La Honda scelse questa seconda possibilità, in quanto le evoluzioni previste per il proprio motore le permisero di mantenere un vantaggio sulla concorrenza.
L'MP4/4 si ispira alla Brabham BT55 di Gordon Murray, che nell'87 aveva disegnato la MP4/3, approfondendone i concetti. L'idea di Murray era quella di una macchina estrema sotto il profilo fluidodinamico, ma nel caso della Brabham non si ottennero vantaggi: il motore era un progetto molto complesso e soprattutto fine a sé stesso.

Secondo Gordon Murray disegnare una macchina con le linee della BT55 permetteva di ridurre di circa il 30% la sezione frontale rispetto ad una monoposto convenzionale: la linea di cintura estremamente bassa riduceva moltissimo la resistenza all'avanzamento con vantaggi notevoli in velocità e consumi. Infatti la BT55 nel 1986 era stata l'auto con la velocità di punta più alta.

Questa soluzione consentiva anche di investire con una maggior portata d'aria la superficie alare posteriore, incrementando il carico aerodinamico sulle ruote motrici, con conseguente incremento di trazione e velocità di percorrenza in curva.

Sotto questo aspetto la BT55 era stata un fallimento perché il suo motore BMW era un 4 cilindri in linea, molto alto, e per poter migliorare il progetto aerodinamico era stato inclinato di 72°, soluzione che creava problemi di lubrificazione e combustione; inoltre con un motore alto il centro di gravità dinamico risultava sempre molto sbilanciato, anche a causa di un cambio a 7 marce ingombrante e complicato.
Come consulente, nell'87 Murray cercò di sviluppare questi concetti sulla MP4/3 disegnata da Steve Nichols, il quale cercò di riprendere in parte il progetto MP4/2 di John Barnard, che ormai era superata. Perciò, a parte il muso, tutto il resto della vettura fu ridisegnato cercando di abbassare la linea di cintura e il centro di gravità.

Murray poté intervenire con questa filosofia progettuale grazie al fatto che la MP4/3 utilizzava un motore V6 con angolo di bancata di 90°. Inoltre riprogettò le pance laterali, spostando le prese d'aria di sfogo dei radiatori ai lati della vettura anziché sulla parte superiore; con questo intervento ridusse l'altezza e rese più slanciato il roll-bar, sfruttando il fatto che la capacità massima dei serbatoi nell'87 era stata ridotta da 220 a 195 litri. Tuttavia il motore non si dimostrò abbastanza solido e potente contro l'Honda della Williams.
Nell'88 la McLaren per la MP4/4 ottenne la fornitura di questi motori, che erano sempre dei V6 ma con un angolo di bancata di 80°, quindi Murray poté estremizzare ulteriormente quanto visto sulla MP4/3, abbassando ulteriormente l'altezza complessiva della scocca. Sostanzialmente lavorò come sulla MP4/3 anche perché pure nell'88 fu ridotta la capacità dei serbatoi (da 195 a 150 litri).

Una delle modifiche più evidenti fu il muso, molto più rastremato e slanciato, con grande riduzione della sezione frontale e conseguente maggiorazione della superficie alare anteriore. Queste varianti all'avantreno si erano rese necessarie anche per rispettare la nuova norma che obbligava a collocare la pedaliera delle scocche di nuova costruzione dietro l'asse delle ruote anteriori, una soluzione che il regolamento impone ancora oggi e che ha reso la posizione di guida quasi sdraiata anziché seduta.

Per via di questi interventi l'MP4/4 risultò notevolmente competitiva: oltre ad essere una macchina molto curata, fu l'unica progettata espressamente per gareggiare col motore turbo, a differenza dagli avversari che avevano puntato su ex vetture turbo adattate agli aspirati, o su progetti di scocche con motore turbo dell'anno prima.
Questa scocca utilizzava sospensioni a ruote indipendenti con trapezi sovrapposti e sistema a puntone di tipo pull-rod all'avantreno e push-rod al retrotreno. Quest'ultima soluzione, insolita per l'epoca, nasceva dall'esigenza di sollevare la posizione dei semialberi, in modo da non alterare gli angoli di esercizio dei giunti, dato che la scocca era molto bassa.

Durante la fase pre stagione fu testato anche un sistema di sospensioni attive, che per questioni di affidabilità non fu però mai utilizzato nei Gran Premi.
La vettura fu talmente dominante che non venne evoluta in troppi pacchetti aerodinamici, salvo profili alari specifici per circuiti da basso o alto carico aerodinamico come Monaco, Monza o Hockenheim.

Una delle modifiche che più saltarono all'occhio fu l'eliminazione delle prese d'aria delle turbine, perché si riteneva che creassero dei vortici d'estremità che disturbavano i flussi d'aria sul profilo alare posteriore.
Il motore adoperato era l'Honda RA168-E, un V6 biturbo da circa 650 cavalli, ultima evoluzione del 6 cilindri giapponese che aveva debuttato nell'83. L'unità fu rivista per ridurre drasticamente il consumo di carburante dato che il regolamento imponeva una minor capacità dei serbatoi, e per sfruttare meglio la potenza ai medi regimi per via dell'altra restrizione sulla pressione di sovralimentazione, passata da 4,0 a 2,5 bar.
Il cambio, abbastanza convenzionale, era un Weissmann a sei marce più retromarcia, prodotto in collaborazione con la stessa McLaren e montato longitudinalmente.

## Carriera agonistica

### Stagione

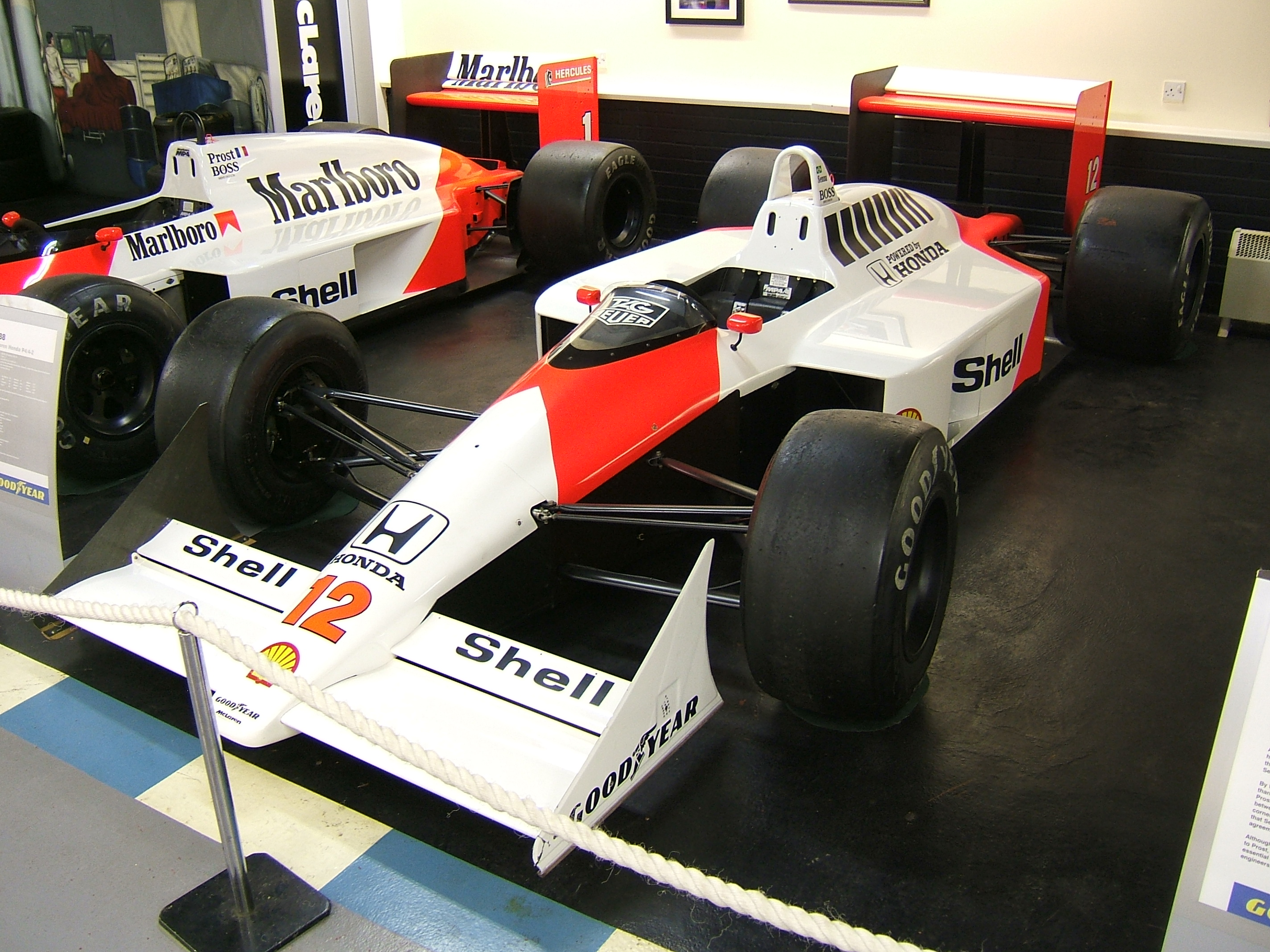
La McLaren MP4/4 di Senna; a fianco si notano le differenze con la MP4/3 di Prost della stagione precedente.

Già nel corso della stagione 1987, la McLaren aveva annunciato l'ingaggio di Ayrton Senna, proveniente dalla Lotus, insieme alla fornitura dei motori Honda. In McLaren il brasiliano avrebbe fatto coppia con il due volte campione del mondo Alain Prost. Nella fase di sviluppo, grande attenzione venne posta all'elettronica di gestione del motore, per l'ottimizzazione dei consumi, e la vettura si presentò subito vincente, con un notevole margine sulla concorrenza.
La stagione si sviluppò quindi sulla traccia di un dominio incontrastato della McLaren. Dopo una prima fase favorevole a Prost, Senna recuperò progressivamente, per poi passare in vantaggio alla fine delle gare estive. L'unica corsa che la MP4/4 non vinse fu il Gran Premio d'Italia, in cui Prost si ritirò a causa dell'unico problema meccanico incontrato nella stagione, mentre Senna, al comando, entrò in contatto con la Williams di Schlesser alla prima variante, nel corso di un doppiaggio a pochi giri dal termine. Dopo Monza Prost vinse due gare, riportandosi vicino, ma vincendo in Giappone Senna guadagnò il titolo. Al termine della stagione Prost aveva accumulato più punti totali, ma Senna vinse grazie ai punti scartati dal pilota francese. Invece tutti i punti erano validi per il mondiale costruttori, che la McLaren si aggiudicò con un record di 199 punti con ben 10 doppiette sulle 16 gare disputate, anch'esso un record.

## Scheda tecnica
- Passo: 287,5 cm
- Carreggiata ant.: 180 cm
- Carreggiata post.: 167 cm
- Lunghezza: 445 cm
- Larghezza: 215 cm
- Peso: 540 kg
- Cambio: 6 marce + retro
- Gomme: Goodyear
- Olio e carburante: Shell
- Cerchi: 13"
- Motore: Honda 1493 cc sovralimentato, 6 cilindri a V 80°
- turbine: due, con pressione limitata a 2,5 bar
- Potenza max: 650 CV circa a 12500 giri

## Risultati in Formula 1
| Anno | Team    | Motore | Gomme | Piloti |    |   |     |   |   |   |   |     |   |   |   |     |   |   |   |   | Punti | Pos. |
| ---- | ------- | ------ | ----- | ------ | -- | - | --- | - | - | - | - | --- | - | - | - | --- | - | - | - | - | ----- | ---- |
| 1988 | McLaren | Honda  | G     | Prost  | 1  | 2 | 1   | 1 | 2 | 2 | 1 | Rit | 2 | 2 | 2 | Rit | 1 | 1 | 2 | 1 | 199   | 1º   |
| 1988 | McLaren | Honda  | G     | Senna  | SQ | 1 | Rit | 2 | 1 | 1 | 2 | 1   | 1 | 1 | 1 | 10* | 6 | 4 | 1 | 2 | 199   | 1º   |

| Legenda | 1º posto     | 2º posto | 3º posto    | A punti         | Senza punti/Non class.  | Grassetto – Pole position Corsivo – Giro più veloce |
| Legenda | Squalificato | Ritirato | Non partito | Non qualificato | Solo prove/Terzo pilota | Grassetto – Pole position Corsivo – Giro più veloce |

* – Indica il pilota ritirato ma ugualmente classificato avendo coperto, come previsto dal regolamento, almeno il 90% della distanza di gara.